# マリド・ムタリモフ
マリド・ムタリモフ（Marid Mutalimov、ロシア語: Марид Камильевич Муталимов、クムク語: Муталимлены Марид Камильны уланы、1980年2月22日 - ）は、カザフスタンのレスリング選手。2008年北京オリンピックレスリングフリースタイル120kg級の銅メダリストである。ロシア連邦ダゲスタン共和国マハチカラ出身のクムク人。
ムタリモフは、2004年アテネオリンピックではフリースタイル120kg級に出場。準決勝に進出したが、銀メダルを獲得したイランのアリレザ・レザエイに敗れ、銅メダルをかけた3位決定戦に回った。しかし、トルコのアイディン・ポラトジに敗れ4位に終わった。2008年北京オリンピックでも、同階級で2大会連続して準決勝に進出。銀メダルを獲得したロシアのバフティヤル・アフメドフに敗れたものの、今度は3位決定戦に勝利を収め銅メダルを獲得した。

## 実績
- オリンピック
  - 2008年北京オリンピック　銅メダル
- アジア選手権
  - 優勝　2005、2006年
  - 2位　2007、2008年
  - 3位　2003年